# Ambicodamus sororius
Espèce
Ambicodamus sororius est une espèce d'araignées aranéomorphes de la famille des Nicodamidae.

## Distribution
Cette espèce est endémique d'Australie. Elle se rencontre dans le Sud-Est du Queensland, en Nouvelle-Galles du Sud, dans le Territoire de la capitale australienne, au Victoria et en Tasmanie.

## Description
Le mâle holotype mesure 5,34 mm et la femelle paratype 5,25 mm.

## Publication originale
- Harvey, 1995 : The systematics of the spider family Nicodamidae (Araneae: Amaurobioidea). Invertebrate Taxonomy, vol. 9, no 2, p. 279-386.